# Slobodan Ćurčić
Slobodan Ćurčić (kyrillisch Слободан Ћурчић, * 19. Dezember 1940 in Sarajevo; † 3. Dezember 2017 in Thessaloniki, Griechenland) war ein amerikanischer Kunsthistoriker und Byzantinist.

## Leben
Nach der Schulausbildung in Belgrad studierte Ćurčić zunächst Architektur an der University of Illinois at Urbana-Champaign, wo er 1964 den Bachelor of Architecture erwarb, 1965 den Master of Architecture. Am Institute of Fine Arts der New York University wurde er 1975 bei Richard Krautheimer mit einer Arbeit zur Klosterkirche von Gračanica in Kunstgeschichte promoviert.
Von 1971 bis 1982 unterrichtete er Architekturgeschichte am  Department of Architecture der University of Illinois at Urbana-Champaign. Von 1982 bis zu seiner Emeritierung 2010 lehrte er als Professor für Frühchristliche und Byzantinische Kunst am Department of Art and Archeology an der Princeton University. Daneben war er von 2006 bis 2010 auch Direktor des Hellenic Studies Programm der Princeton University.
Sein Hauptforschungsgebiet war die byzantinische Architektur, insbesondere der mittel- und spätbyzantinischen Zeit. 2010 legte er in dem monumentalen Werk Architecture in the Balkans from Diocletian to Süleyman the Magnificent eine Zusammenfassung seiner Forschungen vor.
Seit 1997 war er Mitglied der Serbischen Akademie der Wissenschaften, seit 2004 Ehrenmitglied der Christlich-Archäologischen Gesellschaft in Athen. 2006 wurde er Mitglied des „Experts Committee on the Rehabilitation and Safeguarding of Cultural Heritage in Kosovo“ der UNESCO zur Bewahrung der Kulturgüter im Kosovo.

## Veröffentlichungen (Auswahl)
- Gračanica. King Milutin’s church and its place in Late Byzantine architecture. University Park; London 1979,  ISBN 0-271-00218-2
- Art and Architecture in the Balkans. An Annotated Bibliography. Boston 1984, ISBN 0-8161-8326-0
- Gračanica - istorija i arhitektura. Belgrad 1988, ISBN 86-07-00358-5
- The architecture, in Ernst Kitzinger: The mosaics of St. Mary’s of the Admiral in Palermo. Washington 1990, ISBN 0-88402-179-3, S. 27–104.
- Some Observations and Questions Regarding Early Christian Architecture in Thessaloniki. Thessaloniki 2000
- Religious Settings of the Late Byzantine Sphere. In: Helen Evans (Hrsg.): Byzantium. Faith and Power (1261-1557). New York 2004, S. 66–77.
- Middle Byzantine architecture on Cyprus: provincial or regional?, Nicosia, The Bank of Cyprus Cultural Foundation 2000, ISBN  9963-42-090-7
- mit Svetlana Popović:  Naupara,  (= Korpus sakralne arhitekture Srbije u kasnom srednjem veku 1), Belgrad 2001
- The role of late Byzantine Thessalonike in church architecture in the Balkans, in Dumbarton Oaks Papers 57, 2003, S. 65–84.
- Architecture in the Balkans from Diocletian to Süleyman the Magnificent, New Haven, Conn., Yale University Press 2010, ISBN 978-0-300-11570-3